# ペルシス門の戦い
ペルシス門の戦いは、ペルシスのサトラップであるアリオバルザネスが率いるアケメネス朝ペルシャとアレクサンドロス3世率いるマケドニア軍の間で生じた戦闘である。紀元前330年の冬にアリオバルザネスはペルセポリス近郊のペルシス門で数に勝るマケドニア軍に対して、最後の抵抗を試みた。アルバルザネオスはマケドニアからペルセポリスを1月間維持した。アレクサンドロスは現地の羊飼いや捕虜達から聞いた情報から、最終的にペルシャ軍の後方へと至る道を見つけペルセポリスを陥落させた。

## 背景
ペルシャ帝国はグラニコス川の戦い（紀元前334年）、イッソスの戦い（紀元前333年）、ガウガメラの戦い（紀元前331年）にてマケドニア軍に破れ、紀元前331年の終わりまでにアレクサンドロス3世はバビロン、スーサまで進軍した。王の道はスーサと、ペルシスにあるペルセポリス、パサルガダエを繋いでおり、アレクサンドロスの遠征の地となった。一方ダレイオス3世はエクバタナ（現在のイラン西部のハマダーン州）で新たな軍を編成していた。アリオバルザネスはマケドニア軍のペルシス侵攻を防ぐべく、アレクサンドロスが通る必要がある場所の地の利に頼った。ザグロス山脈を通るための道はわずかしか無く、冬の到来によってどの道も危険であった。
スーサの征服後、アレクサンドロスはマケドニア軍を2つに分け、一方はアレクサンドロスの将軍、パルメニオンに率いさせて、王の道を半分まで進軍し、もう一方はアレクサンドロス自身が率いて、ペルシス方面に進軍した。ペルシスに進むためにはペルシス門を通る必要があった。ペルシス門は狭い山道で、待ち伏せには最適であった。
アレクサンドロスは進軍中、ウキシアンという部族を征服した。ウキシアンは地元の丘の部族で、安全に現地を通るために、ペルシャの王が渡した者と同じ貢物を要求した。そこを通ってペルシス門に至る間、アレクサンドロスは何の抵抗にも合わなかった。アレクサンドロスは進軍中にこれ以上敵軍と遭遇することはないと考えて、進路に斥候を送らなかった。かくしてアレクサンドロスの軍はアリオバルザネスの待ち伏せする地点に踏み入った。
ペルシス門に先立つ谷があった。アリオバルザネスはマケドニア軍がこの山脈に入る事を許した。ペルシス門は当時タング・エ・メヤランと呼ばれており、最初は道が広かった。アリオバルザネスは現在のチェシュメ・チェイナという村の近くに陣取った。この道は南東に曲がっており、この場所はとても幅が狭く、地形的に危険な場所でもあったため、アリオバルザネスの目的に合致した。アッリアノスによれば、アリオバルザネスは40,000の歩兵と700の騎兵を持って、10,000名以上のマケドニア軍と対峙した。イラン百科事典によれば守備隊の数は700名ほどで、別の地点に2,000名ほどの兵力を控えていたと推測しているが、現代の歴史家はアッリアノス、シケリアのディオドロス、クィントゥス・ルーファスの推測に同意している。 

## 戦闘
ペルシス門の待ち伏せ地点はわずか2mほどの幅しかなかった。マケドニア軍がこの狭い道を十分に前進したところを、ペルシャ軍は北の斜面から投石を浴びせた。南の斜面からはペルシャの弓兵が矢を放った。アレクサンドロスの軍は最初大きな損害を被り、全ての小隊を失った。マケドニア軍は撤退を試みたが、この地形と後方の部隊が前進していたため、規律を保って撤退することが出来なかった。アレクサンドロスは残りの軍を守るために戦死者を放置せざるを得なかった。負傷兵を放置し戦死者を埋葬しない事はギリシャとマケドニアにとって大きな不名誉となった。
アリオバルザネスが進路を変更した事にはいくつかの理由があると信じられている。アレクサンドロスのペルシス門を経由した進路を妨害した事で、マケドニア軍はペルシャ侵攻のために別の道を進む事を余儀なくされた。それによってダレイオスに別の軍を展開させるための時間を与えたために、マケドニアの侵攻が完全に止まってしまう可能性があった。

アリオバルザネスはこの道を1ヶ月保持したが、アレクサンドロスはフィロタスと共にペルシャ軍を挟み撃ちにして包囲し、ペルシャの防衛線を突破した。アレクサンドロスと精鋭たちはペルシャ軍がこの道を封鎖出来なくなるまで、アリオバルザネスの軍を上から奇襲した。アレクサンドロスがどのように攻撃を行ったかの記述は非常に様々である。クィントゥスとアッリアノスによればこの戦いの捕虜がアレクサンドロスをペルシャ軍後方の山脈へと導き、残りの部隊はクラテロスの元で、マケドニアの宿営地に残った。
ペルシャ人は武装を解除するまで記憶に残る戦いを行った。マケドニア軍はペルシャ軍を包囲した上で、武装した兵士を捕まえ、地面に引きずり回し、武器で刺した。
ディオドロスとプルタルコスは基本的に判断が一致しているが、兵数については非常に多く主張している。現代の歴史家であるヴァルデマール・ヘッケルとステインもこの主張を信用している。正確な数字は得られないが、一部の歴史家はこの戦いでアレクサンドロスがペルシャ征服中に最も大きな損害を被ったと述べている。
アリオバルザネスの妹のヨウタブはこの戦いに参加し、兄の側で戦った。
いくつかの記述によれば、アリオバルザネスと生き残った仲間達は罠で捕えられたが、降伏はせず、マケドニア軍に一直線に突撃を行った。ある記述ではアリオバルザネスは最後の突撃によって戦死したと述べられている一方、アッリアノスによれば、北に逃亡した後、仲間と共にアレクサンドロスに降伏したと述べられている。現代の歴史家のジョン・プレヴァスの主張によればアリオバルザネスと軍はペルセポリスに撤退したが、ティリダテスによって都市の門は閉じられていた。ティリダテスはダレイオス3世の配下のペルシャ貴族で、王国の宝物の守備隊であった。ダレイオス3世は密かにアレクサンドロスと連絡をとっていた。ティリダテスはアレクサンドロスの軍に抵抗する事は無意味であると悟っていたので、アリオバルザネスを見殺しにした。そのためアリオバルザネスはペルセポリスの城壁の外でアレクサンドロスと戦ったというよりは、アレクサンドロスによって虐殺された。
数名の歴史家はペルシス門の戦いはアレクサンドロスのペルシャ征服の中で最も困難な挑戦であったと見なしている。マイケル・ウッドはこの戦いを決定的な戦いと呼び、A.B.ボズワースはアレクサンドロスにとってこの勝利は完全なもので、決定的であったと述べている。

## 結果
テルモピュレとペルシス門での戦いは多くの共通点があると、どの時代の評論家も認めている。ペルシス門はペルシャにおけるテルモピュレの役割を演じ、ティモピュレと同じように敗れた。ペルシス門の戦いはテルモピュライの戦いと反対の戦いであった。テルモピュライの戦いは紀元前480年にギリシャがペルシャ軍の侵攻を阻止しようとして生じた戦いである。アレクサンドロスの遠征はペルシャのギリシャ侵攻の報復であり、彼はかつてのペルシャ人と同じ状況に直面した。イラン人の羊飼いがペルシャの防衛線を迂回するようアレクサンドロスの軍を導く取引をしたが、テルモピュライでも現地のギリシャ人がペルシャ軍に隠された道を教えた事とちょうど同じであった。